# Saratok (district)
Saratok is een district in de Maleisische deelstaat Sarawak.
Het district telt 46.000 inwoners op een oppervlakte van 1700 km².